# Rudolf Heimsoeth
Rudolf Heimsoeth (* 9. September 1880 in Köln; † 30. November 1968 in Riederau  (Dießen am Ammersee)) war ein deutscher Rechtsanwalt und Unternehmer. In seiner Firma Heimsoeth & Rinke wurde vor und während des Zweiten Weltkriegs die Chiffriermaschine Enigma produziert.

## Leben
Dr. Rudolf Heimsoeth stammt aus einer bekannten und einflussreichen Familie Kölns. Seiner Eltern waren der Arzt und Sanitätsrat Dr. Franz Heimsoeth und Bertha Heimsoeth, geb. Nacken, eine Schwester von Hedwig Scherbius, geb. Nacken, der Mutter von Arthur Scherbius, dem Erfinder des Chiffriergeräts Enigma. Rudolf Heimsoeth heiratete 1911 Lilli Klöckner, Tochter des Industriellen Peter Klöckner.  
Rudolf Heimsoeths Bruder war der Philosoph Heinz Heimsoeth, ein Neffe war Harald Heimsoeth (1916–2007), ein späterer deutscher Diplomat.
Im Jahr 1934 übernahm Heimsoeth zusammen mit Elsbeth Rinke (1879–1960) die Chiffriermaschinen AG in Berlin, in der die Enigma gefertigt wurde. Der Name und die Rechtsform wurden, entsprechend dem Gesetz über die Umwandlung von Kapitalgesellschaften vom 5. Juli 1934, in „Chiffriermaschinen Gesellschaft Heimsoeth und Rinke oHG“ (kurz: H&R) geändert und die Entwicklung und Fertigung der Maschine fortgesetzt. Dr. Rudolf Heimsoeth starb 1968.